# 加利伊夫卡
49°55′17″N 28°10′57″E / 49.92139°N 28.18250°E
加利伊夫卡（烏克蘭語：Галіївка），是烏克蘭北部的村莊，隸屬日托米爾州的日托米爾區。該村面積2.29平方公里，海拔高度247米，2001年人口712，人口密度每平方公里311.05人。